# Glaphyromorphus gracilipes
Glaphyromorphus gracilipes är en ödleart som beskrevs av  Franz Steindachner 1870. Glaphyromorphus gracilipes ingår i släktet Glaphyromorphus och familjen skinkar. Inga underarter finns listade i Catalogue of Life.